# Françoise Doltová

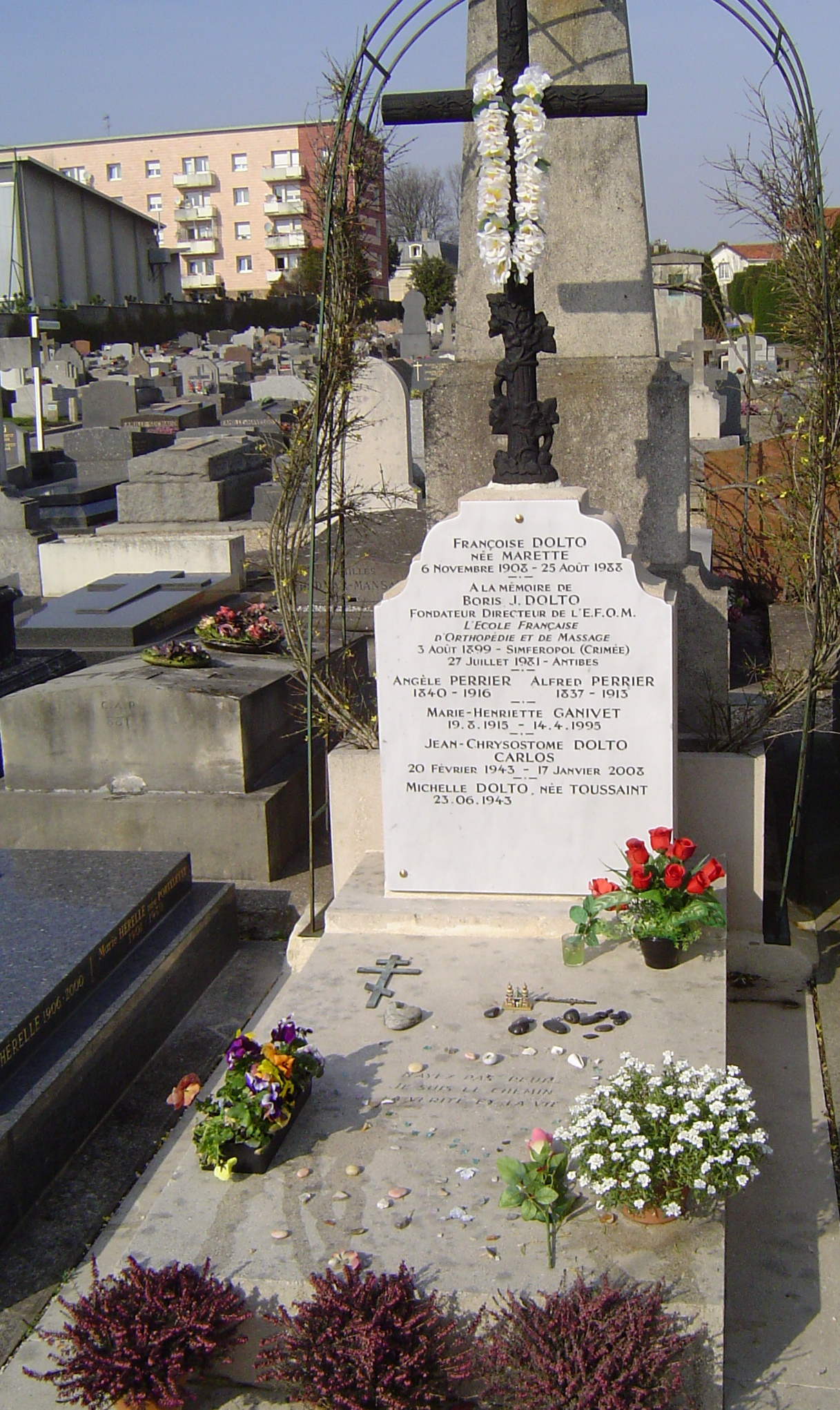
Její hrob v Bourg-la-Reine (Hauts-de-Seine)

Françoise Dolto (6. listopadu 1908 – 25. srpna 1988) byla francouzská psychoanalytička a pediatrička. Proslula především klinickou prací s malými dětmi a páry dětí s matkou, v teorii se zaobírala především problémem tělesného obrazu, tvrdila, že děti mají „jazyk před vznikem jazyka“, jazyk těla. Pro svá rozhlasová a televizní vystoupení patří k nejznámějším psychoanalytikům ve Francii, proto se také umístila v první stovce ankety Největší Francouz z roku 2005, a to jako jediná ze slavné generace francouzských analytiků (Jacques Lacan, Jean Laplanche, André Green, Janine Chasseguet-Smirgelová). K její popularitě rovněž přispělo to, že její sestrou byla Jacques Marette, ministryně pošt a telekomunikací v 1. vládě George Pompidoua, a jejím synem známý francouzský zpěvák Carlos.